# Piercolias coropunae
Piercolias coropunae is een vlindersoort uit de familie van de Pieridae (witjes), onderfamilie Pierinae.
Piercolias coropunae werd in 1913 beschreven door Dyar.